# Meester E.S.

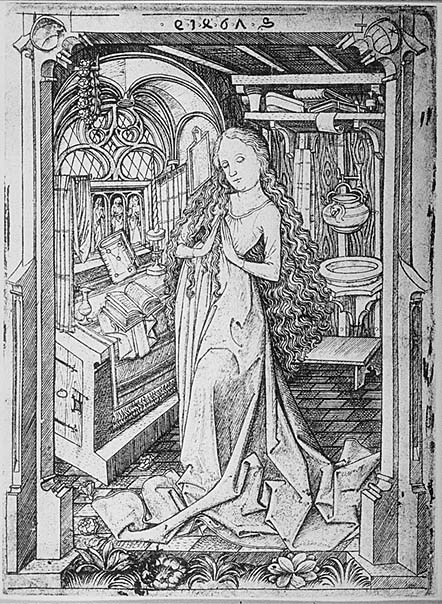
Biddende Maria (1467), in een portaal-interieur, omgeven door symbolische, soms sacrale maar ook alledaagse ornamenten. Opvallend is het loshangende haar en Maria's vooruitgestoken rechterbeen, welke aan de gravure een voor die tijd nieuwe plasticiteit meegeven.

Meester E.S., ook wel Meester van 1468 genoemd (circa 1420 - circa 1468), was een anonieme Duitse prentkunstenaar, graficus en drukker uit de tijd van de laatgotiek, alleen bekend bij zijn initialen.

## Leven en werk

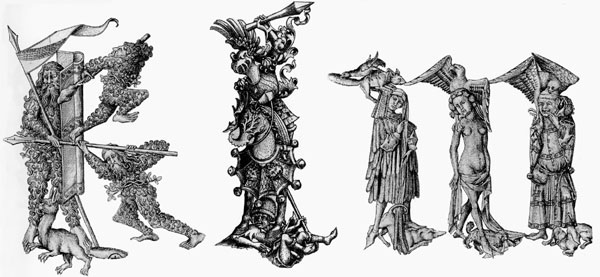
K, L, M uit figuuralfabet

Meester E.S. kwam waarschijnlijk uit Zuidwest-Duitsland of Zwitserland, afgaande op vergelijkingen met andere werken uit die tijd. Ook zijn er aanwijzingen dat hij Mainz bezocht moet hebben, waar kunstenaars werkzaam waren die kennis hadden van het werk van de Vlaamse Primitieven.
Pogingen om zijn initialen te koppelen aan historische personen zijn nooit geslaagd. Wel is duidelijk dat de kunstenaar een gildemeester moet zijn geweest en leerlingen opleidde. Op grond van zijn gebruik van een burijn bij het maken van decoratieve details en het feit dat hij meerdere gravures maakte van Eligius, de beschermheilige der goudsmeden, wordt vermoed dat hij een opleiding tot goudsmid moet hebben gehad.
Tegenwoordig worden 318 kopergravures toegeschreven aan Meester E.S. en twee schilderwerken, alle ontstaan tussen 1450 en 1468. Over zo'n andere 200 gravures bestaat twijfel. Het werk van Meester E.S. bouwt voort op technieken van toenmalige boekillustraties, maar kenmerkt zich door een voor die tijd ongewone plasticiteit. In de compositie maakt hij afgewogen gebruik van licht en donker. Nieuw is ook zijn hantering van minutieuze arceringen om vlakken in te kleuren. Zijn thema's ontleende hij vaak aan de Bijbel of aan heiligenlevens. Ook ontwierp hij wapenschilden, speelkaarten, een figurenalfabet, en graveerde hij liefdestuinen en een serie ars moriendi-prenten.
Meester E.S. wordt beschouwd als de belangrijkste Duitse graficus vóór Martin Schongauer.

## Galerij

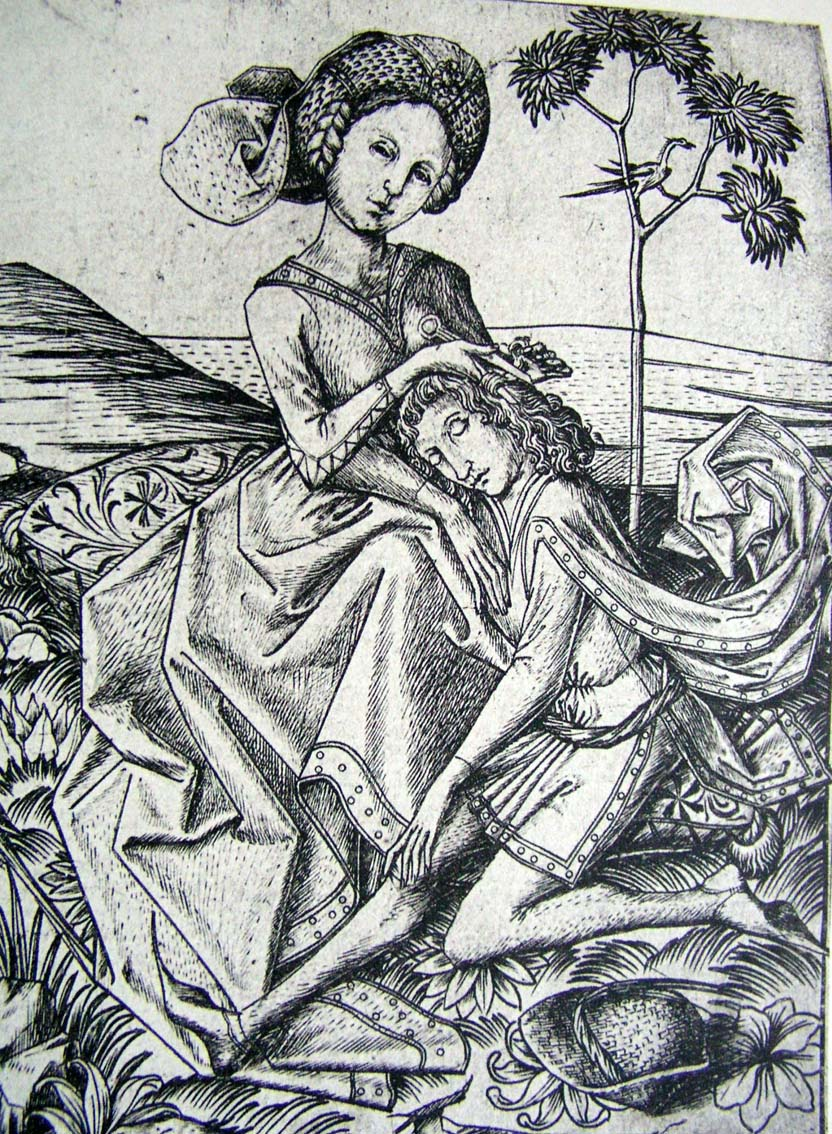
Delila knipt Simson de haren
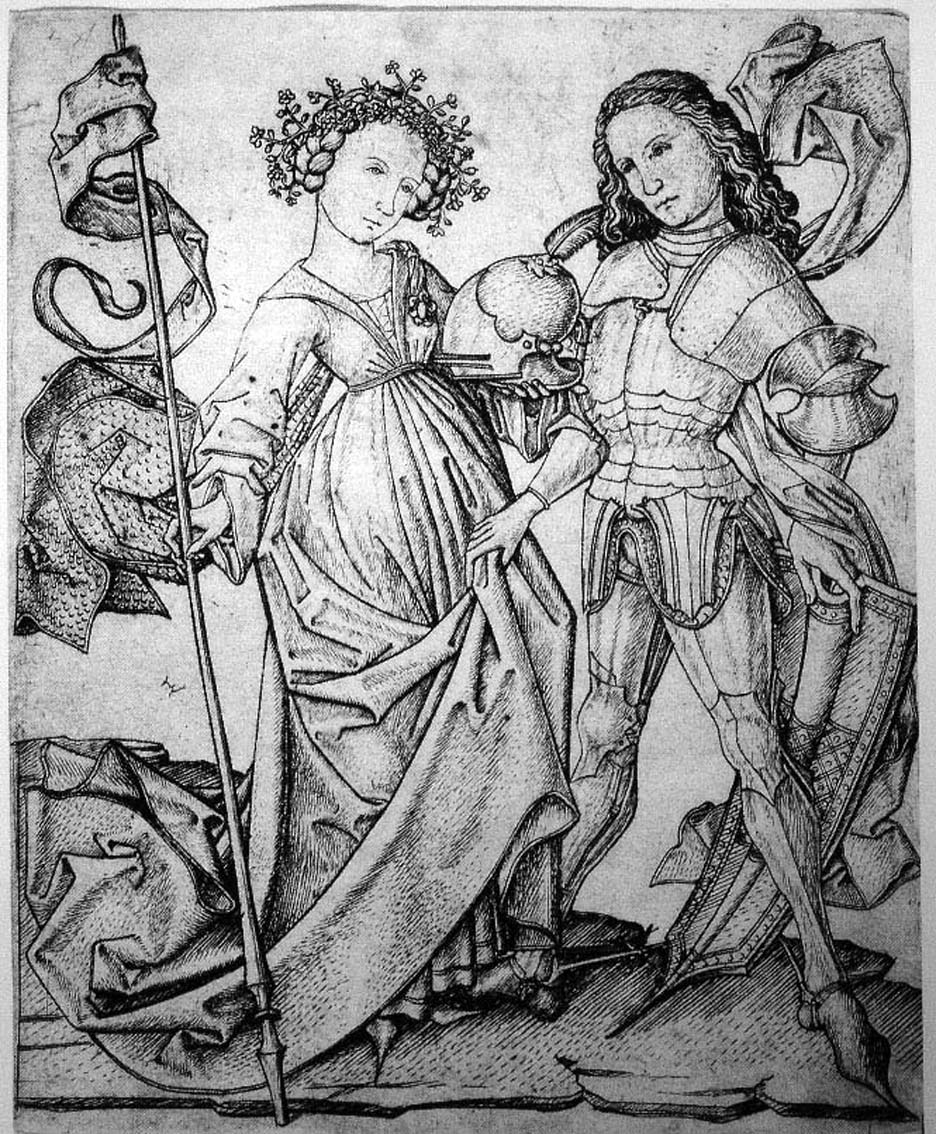
Ridder en dame met helm en lans
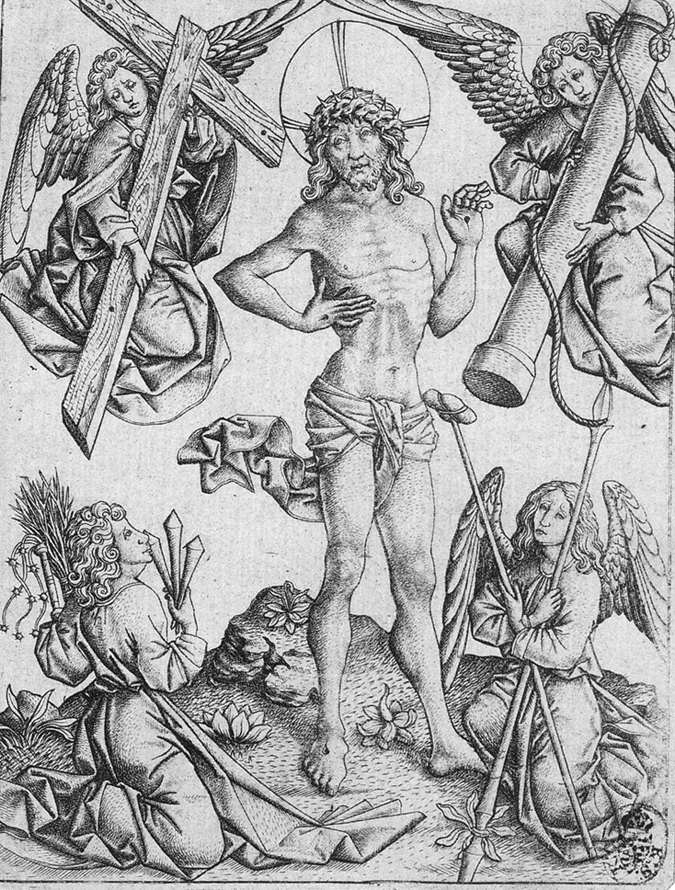
Lijdende Christus, met vier engelen, Kupferstichkabinett Dresden
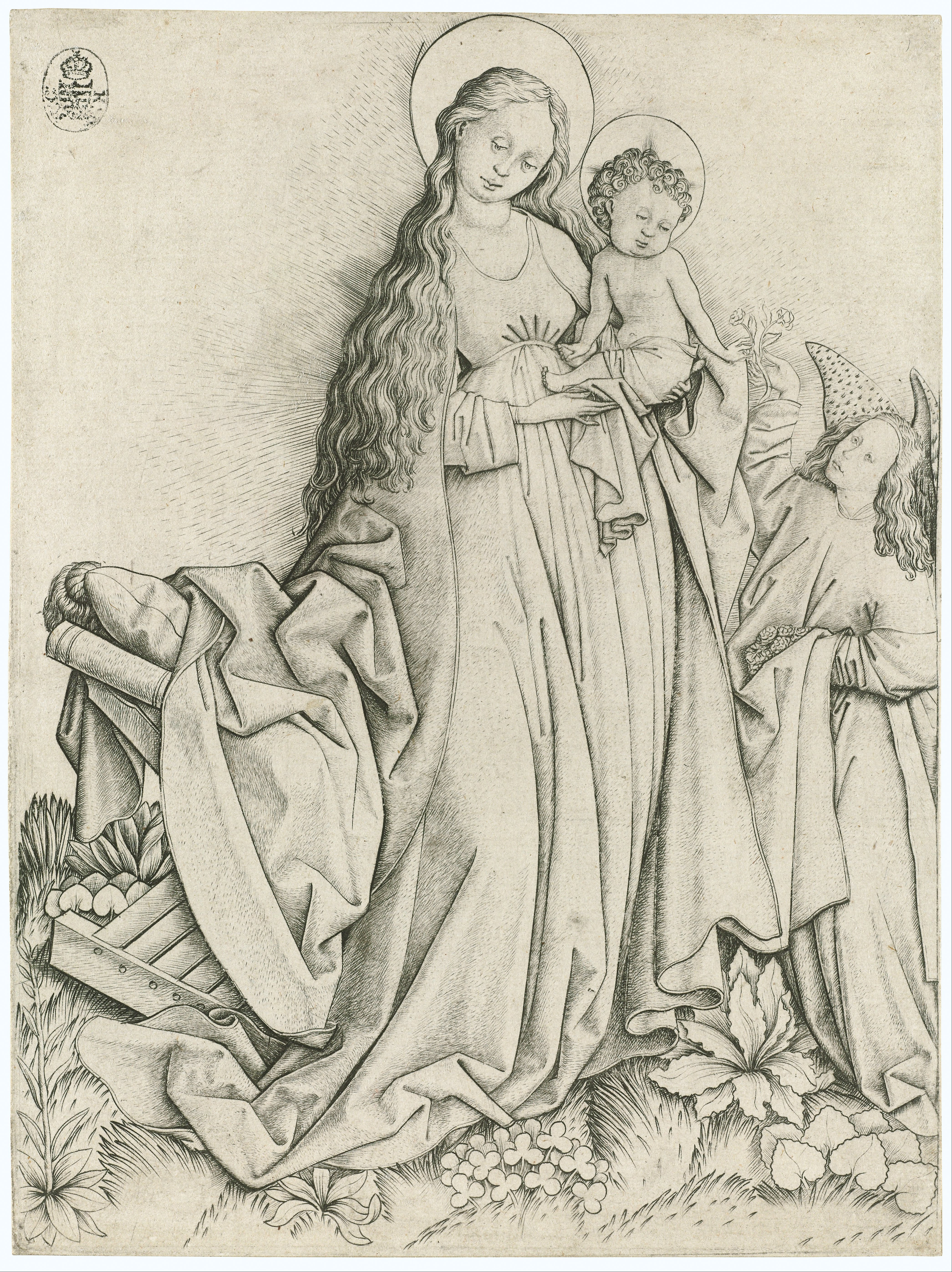
Madonna met Engel die rozen schenkt, Kupferstichkabinett Dresden
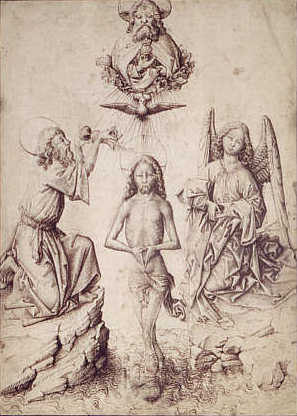
De doop van Christus, Louvre